# Titularbistum Daulia
Daulia (ital.: Daulis) ist ein Titularbistum der  römisch-katholischen Kirche.
Es geht zurück auf ein Bistum der antiken Stadt Daulis in Griechenland. Es gehörte zur Kirchenprovinz Athen.
| Titularbischöfe von Daulia |                                       |                                                                             |                    |                    |
| Nr.                        | Name                                  | Amt                                                                         | von                | bis                |
| 1                          | Nikolaus Schigmers OSA                | Weihbischof in Speyer (Deutschland)                                         | 7. April 1529      | 1541               |
| 2                          | Georg Schweicker                      | Weihbischof in Speyer (Deutschland)                                         | 17. Dezember 1544  | 2. Mai 1563        |
| 3                          | Matthias Ob                           | Weihbischof in Speyer (Deutschland)                                         | 10. Juni 1566      | 1572               |
| 4                          | Heinrich Fabricius                    | Weihbischof in Speyer (Deutschland)                                         | 11. April 1575     | 1595               |
| 5                          | Dionys Burckard                       | Weihbischof in Speyer (Deutschland)                                         | 11. März 1596      | 14. Mai 1605       |
| 6                          | Theobald Mansharter                   | Weihbischof in Speyer (Deutschland)                                         | 3. April 1606      | 29. September 1610 |
| 7                          | Johannes Streck                       | Weihbischof in Speyer (Deutschland)                                         | 30. Mai 1611       |                    |
| 8                          | Gangolf Ralinger                      | Weihbischof in Speyer (Deutschland)                                         | 20. November 1623  | 1663               |
| 9                          | Johann Brassart                       | Weihbischof in Speyer (Deutschland)                                         | 25. September 1673 | März 1684          |
| 10                         | George Hay                            | Apostolischer Vikar von Saint Andrews und Edinburgh (Schottland)            | 5. Oktober 1768    | 15. Oktober 1811   |
| 11                         | Augustin Milletich (Miletic) OFM      | Koadjutorvikar                                                              | 6. März 1803       | 18. Juli 1831      |
| 12                         | Joseph Serra y Juliá OSB              | Koadjutorbischof von Perth (Australien)                                     | 7. August 1849     | 8. September 1886  |
| 13                         | Antonio Buglione                      | Weihbischof in Conza-Campagna (Italien)                                     | 1. Januar 1891     | 11. September 1894 |
| 14                         | Amerigo Cialente                      | Weihbischof in L’Aquila (Italien)                                           | 18. März 1895      | 22. Februar 1907   |
| 15                         | Soter Stephen Ortynsky de Labetz OSBM | Bischof der Ukrainisch-Griechisch-Katholischen Erzeparchie Philadelphia USA | 28. Februar 1907   | 24. März 1916      |
| 16                         | Aurelio Bacciarini                    | Apostolischer Administrator des Tessins (Schweiz)                           | 12. Januar 1917    | 27. Juni 1935      |
| 17                         | William Henry Mellon                  | Koadjutorbischof von Galloway ( Großbritannien)                             | 21. August 1935    | 24. Dezember 1943  |
| 18                         | Franciszek Jop                        | Weihbischof in Breslau (Polen)                                              | 24. Oktober 1945   | 1972               |